# بول فيجلر
بول فيجلر (بالألمانية: Paul Wiegler) (من مواليد 15 سبتمبر 1878 في فرانكفورت، توفي في 23 أغسطس 1949 في برلين الشرقية)؛ كاتب، روائي ومترجم ألماني.

## عنه
كان بول فيجلر نجلًا لمدرس ثانوي. درس فقه اللغة الألمانية والفلسفة والتاريخ، لكنه تحول مبكرًا إلى الصحافة. عمل كمحرر وناقد مسرحي في مدن ألمانية مختلفة وكتب في مجلات عديدة منها: (بالألمانية: Berliner Tageblatt)، (بالألمانية: Bohemia)، ومجلة (بالألمانية: Schaubühne).
في الفترة من 1913 إلى 1925، كان فيجلر رئيسًا لقسم الرواية في برلين أولشتاين فيرلاج. بعد ذلك، عمل في المقام الأول ككاتب مقال. حتى خلال فترة حكم الرايخ الثالث، تمكن فيجلر من مواصلة النشر بفضل موقفه المحايد تجاه النظام الحاكم. بعد نهاية الحرب العالمية الثانية، ذهب فيجلر إلى برلين الشرقية وعمل هناك كنائب لرئيس تحرير صحيفة Nacht-Express، ثم عمل محاضرًا في Aufbau-Verlag. بالإضافة إلى ذلك، كان أحد مؤسسي الجمعية الثقافية لجمهورية ألمانيا الديمقراطية والمجلة الأدبية Sinn und Form.
يتكون عمل بول فيجلر من الأعمال الأدبية التاريخية مع التركيز على التاريخ الأدبي الألماني والفرنسي، وكذلك المقالات التاريخية والثقافية والتاريخية والسيرة الذاتية. في روايته (بالألمانية: Das Haus an der Moldau)، يصف المؤلف المرحلة النهائية وتفكك الملكية النمساوية المجرية باستخدام مثال لمحامي براغ. من الأمور المهمة أيضًا عمل بول فيجلر كمترجم للكلاسيكيات الفرنسية إلى الألمانية.

## أعماله
| - تاريخ الفلسفة الألمانية في القرن التاسع عشر، برلين 1901 (مع كارل يوليوس دوبوك) - المتمردون الفرنسيون، برلين 1904 - ماكسميليان هاردن، شارلوتنبرج 1908 - تاريخ الأدب العالمي، برلين 1914 - شخصيات، لايبزيغ 1916 - أناتول فرنسا، ميونيخ 1920 - فالنشتاين، برلين 1920 - الأدب العالمي في القرن العشرين، برلين 1922 (مع ريتشارد موريتز ماير) - الحب الكبير. كيف ماتوا، هيليراو 1926 - فيلهلم الأول، هيليراو بالقرب من درسدن 1927 - المسيح الدجال، هيليراو بالقرب من درسدن 1928 | - تاريخ الأدب الألماني، برلين 1. من القوطي إلى وفاة جوته، 1930 - من الرومانسية إلى الوقت الحاضر، 1930 - المصير والجرائم، برلين 1935 - ملوك فرنسا، برلين 1936 - خائن ومتآمر، برلين 1937 - روعة وهبوط البوربون، برلين 1938 - جوزيف كاينز، برلين 1941 - يوهان فولفجانج جوته، برلين 1946 - لودفيج فان بيتهوفن، برلين 1946 - أشباح، بادن بادن 1947 - يوم الخالدين، ميونخ 1950 |

## وصلات خارجية
- نصوص عن بول فيجلر في فهرس مكتبة ألمانيا الوطنية